# Ronde van Lombardije 1981
De Ronde van Lombardije 1981 was de 75e editie van deze eendaagse Italiaanse wielerwedstrijd, en werd verreden op zaterdag 17 oktober 1981. Het parcours leidde van Milaan naar Como en ging over een afstand van 259 kilometer. 
De Nederlander Hennie Kuiper kwam solo over de meet.

## Uitslag
| Ronde van Lombardije 1981 |                    |                                       |          |
| Plaats                    | Naam               | Ploeg                                 | Tijd     |
| Winnaar                   | Hennie Kuiper      | DAF Trucks–Côte d'Or                  | 6u32'00" |
| 2                         | Moreno Argentin    | Sammontana–Benotto                    | + '27"   |
| 3                         | Alfredo Chinetti   | Inoxpran                              | z.t.     |
| 4                         | Jean-Marie Grezet  | Cilo–Aufina                           | z.t.     |
| 5                         | Luciano Rabottini  | Santini–Selle Italia                  | z.t.     |
| 6                         | Tommy Prim         | Bianchi–Piaggio                       | z.t.     |
| 7                         | Emanuele Bombini   | Hoonved–Bottecchia–Herdal             | z.t.     |
| 8                         | Pascal Simon       | Peugeot–Esso–Michelin                 | z.t.     |
| 9                         | Johan De Muynck    | Splendor–Wickes Bouwmarkt–Europ Decor | z.t.     |
| 10                        | Claude Criquielion | Splendor–Wickes Bouwmarkt–Europ Decor | + z.t.   |

1905 · 1906 · 1907 · 1908 · 1909 · 1910 · 1911 · 1912 · 1913 · 1914 · 1915 · 1916 · 1917 · 1918 · 1919 · 1920 · 1921 · 1922 · 1923 · 1924 · 1925 · 1926 · 1927 · 1928 · 1929 · 1930 · 1931 · 1932 · 1933 · 1934 · 1935 · 1936 · 1937 · 1938 · 1939 · 1940 · 1941 · 1942 · 1943 · 1944 · 1945 · 1946 · 1947 · 1948 · 1949 · 1950 · 1951 · 1952 · 1953 · 1954 · 1955 · 1956 · 1957 · 1958 · 1959 · 1960 · 1961 · 1962 · 1963 · 1964 · 1965 · 1966 · 1967 · 1968 · 1969 · 1970 · 1971 · 1972 · 1973 · 1974 · 1975 · 1976 · 1977 · 1978 · 1979 · 1980 · 1981 · 1982 · 1983 · 1984 · 1985 · 1986 · 1987 · 1988 · 1989 · 1990 · 1991 · 1992 · 1993 · 1994 · 1995 · 1996 · 1997 · 1998 · 1999 · 2000 · 2001 · 2002 · 2003 · 2004 · 2005 · 2006 · 2007 · 2008 · 2009 · 2010 · 2011 · 2012 · 2013 · 2014 · 2015 · 2016 · 2017 · 2018 · 2019 · 2020 · 2021 · 2022 · 2023 · 2024 · 2025